# حركة شباب العدل والمساواة المصرية
حركة شباب العدل والمساواة المصرية هي أول حركة شبابية في مصر بعد حركة كفاية وتكونت من مجموعة من الشباب المصرى من مختلف الأعمار مسلمين ومسيحيين لا ينتمون إلى أيدلوجية معينة ويعارضون نظام الرئيس المصري محمد حسني مبارك، أسسوا مجموعتهم في مارس 2008 م لقلب نظام الحكم من خلال التوعية بأخطار نظام مبارك ونشر ثقافة المظاهرات السلمية كوسيلة للاعتراض وتجنبوا التعامل مع وسائل الإعلام، وتعد الحركة اصل التيار الشعبى في مصر منذ تاريخ نشأتها

## دور الحركة في ثورة 25 يناير
وحركة شباب العدل والمساواة «المصرية الشعبوية» أول حركة دعت إلي ثورة 25 يناير، ففي سياق الانتفاضة الشعبية في تونس التي أطاحت بالرئيس زين العابدين بن علي وجهت الحركة دعوات لحشد عناصرها إلى تظاهرات سلمية في كل أنحاء مصر منذ يوم 11 يناير 2011م للنزول يوم عيد الشرطة 25 يناير 2011م بسبب أحداث كنيسة القديسين وتعذيب ومقتل الشاب المصرى سيد بلال، وبعدهم دعت صفحة خالد سعيد للنزول أيضا يوم 25 يناير 2011م للتظاهر من أجل مقتل الشاب المصرى خالد سعيد، وكثيرا ما تعرض أعضاء حركة شباب العدل والمساواة للاعتقال والتعذيب أثناء حكم مبارك، وتعرض عددا منهم للقتل أثناء فض أحداث العنف على مدار شهور الفترة الانتقالية لثورة 25 يناير، وقد حذرت الحركة من مجموعة المصالح التي تنشر الفوضى من حركات ونشطاء اشتهروا بلهثهم وراء الإعلام ومعاكسة الإرادة الشعبية وفعل عكس ما يقولون وجلب تمويلات خارجية بطرق غير مثبتة لتحقيق مصالحهم الخاصة ومصالح من يدعمونهم من مجموعة سياسيين وإعلاميين ورجال أعمال عرفوا بزعزعة الإستقرار ونشر العنف والفوضى.
وكان لحركة شباب العدل والمساواة الفضل في إنجاح إضراب المحلة في 6 إبريل 2008م الذي دعت وحشدت له بمدينة المحلة على أرض الواقع بينما دعى نشطاء اخرين على الفيسبوك وكان عمال شركة غزل المحلة أصل من دعى لإضراب المحلة
وشباب العدل والمساواة يؤمنون بوجوب العدالة الاجتماعية وإعطاء المساحة إلى الطبقات المسحوقة لتدلى برأيها وتشارك في صنع حاضرها، ويؤمنون بضرورة الحريات العامة واحترام حقوق الإنسان البدنية والنفسية والعقلية وعدم مصادرة الأراء بأى حجة من الحجج بحيث لا يتعدى حدود الأخلاق الكريمة، ويؤمنون بأهمية الفكر القطرى وعدم وصاية دولة على دول بأى صفة من الصفات وأهمية التمسك بالبعد الأخلاقى وقيمة الهدف المشترك والعمل الجماعى وأهمية الاختلاف لإثراء الأفكار والوسائل الصانعة للتغيير والتعامل مع الجميع على أساس أخوة الكفاح والإنتاج والعمل الذاتى.
أهداف الحركة كأولى حركات المعارضة ومنظمات الضغط الشعبى
وأسست الحركة لاهداف من أبرزها ضمان الوحدة الوطنية والمواطنة وعدم التمييز واحترام حقوق الإنسان والكرامة والحرية المسؤلة والعدل والمساواة المشروعة وتعميق القيم الإنسانية، والتسليم أن الشعب مصدر السلطات والالتزام بالشرعية الدستورية وسيادة القانون والوصول بمصر إلى سلطة مدنية منتخبة من خلال انتخابات تشريعية ورئاسية حرة نزيهة، ومقاومة ما يهدد إستقرار مصر وأمنها القومى وهويتها ووحدتها، وعمل رقابه على عملية التحول الديمقراطى والسلطات والتقويم للحكومات وكل من يتولى سلطه بمصر، وعمل ضغط سياسى على مؤسسات وقيادات الدولة لتحقيق ذلك، ومشاركه المواطنين في بناء مستقبلها ومقاومة أي إجراءات تضر بالمنظومه الديمقراطية والحياة السياسية والاجتماعية السليمة بمصر.
مبادئ شباب العدل والمساواة.. وتجنبهم الإعلام
واعضاء حركة شباب العدل والمساواة أول من وقفوا في وجه الرئيس المخلوع وطالبوه بالرحيل، وتحملوا من أجل ذلك الكثير من التعذيب والاعتقال أثناء حكمه، وحتى ما كانوا يستطيعوا البقاء في بيوتهم أحيانا بسبب الهجوم المتكرر على منازلهم من قبل قوات أمن الدولة، وقدم شباب العدل والمساواة أعظم ثورة سلمية شهد لها القريب والبعيد وأعادت الكرامة والعزة لشعب مصر رغم عمليات التخريب المتعمدة من بعض الحركات الأخرى، وشباب الحركة يعانون لأنهم لا ينافقون ولا يتبعون أساليب السياسة القذرة الذي يتبعه الاخرون، ولا يتجملوا بالباطل ولا يشوهوا مظلوم ووطنى مخلص، وهم شباب أخذ على عاتقه تحرير الوطن والقضاء على الفساد والظلم والمفسدين، وشباب يعرف ثمن ما يفعله ولم يهتم، فهم حقا الجندى المجهول الذي يفخر به أي وطنى، وتعرض عددا منهم للقتل أثناء فض أحداث العنف على مدار شهور الفترة الانتقالية لثورة 25 يناير.
ويقول شباب العدل والمساواة عن أنفسهم " نرفض قول أشعار وشعارات جميلة ومثالية أو أن يكون فعلنا عكس قولنا ونرفض الكذب وإظهار عكس ما نبطن وعلاقتنا بالجميع مبنية على الاحترام والتعاون المتبادل، ولا نضطر أن ننتقد إلا من كان منه ضررا حقيقى، ونؤمن أن الوطن العربى كله بلد وأحد وروح وأحدة، وشعوب العالم كله أخوة لنا في البشرية أيا كانت معتقداتهم أو أفكارهم ولغاتهم طلاما كانوا حسنى النية ويبتغون الحق والعدل والسلام الحقيقى.

## وصلات خارجية
- لقاء مفتوح لـ«شباب العدل والمساواة» بجامعة الإسكندرية اليوم

http://akhbarelyom.com/news/newdetails/209768/1/%D9%84%D9%82%D8%A7%D8%A1-%D9%85%D9%81%D8%AA%D9%88%D8%AD-%D9%84%D9%80%D8%B4%D8%A8%D8%A7%D8%A8-%D8%A7%D9%84%D8%B9%D8%AF%D9%84-%D9%88%D8%A7%D9%84%D9%85%D8%B3%D8%A7%D9%88%D8%A7%D8%A9-%D8%A8%D8%AC%D8%A7%D9%85%D8%B9%D8%A9-%D8%A7%D9%84%D8%A5%D8%B3%D9%83%D9%86%D8%AF%D8%B1%D9%8A%D8%A9-%D8%A7%D9%84%D9%8A%D9%88%D9%85.html#.VS__-o5HOFY
- الأهرام اليومية: شباب العدل والمساواة: الأحزاب وراء حل البرلمان
- الأهرام اليومية: شباب العدل والمساواة تواصل دعم مرسي
- شباب العدل والمساواة: نرفض التطاول علي قضاة اللجنة الرئاسية
- مصريون يحتفلون في وول ستريت بوقف الغاز لإسرائيل